# Eparchia Emdeberu
Eparchia Emdeberu (łac. Eparchia Emdeberensis) – eparchia Kościoła katolickiego obrządku etiopskiego w Etiopii, z siedzibą w czterotysięcznym mieście Emdeber (Emdibir, Endibir) w regionie Narodów, Narodowości i Ludów Południa. 

## Historia i terytorium
Eparchia została erygowana jako sufragania metropolitalnej archieparchii Addis Abeby 25 listopada 2003 r. konstytucją apostolską Ad universae incrementum papieża Jana Pawła II. Powstała poprzez wyłączenie z terytorium archieparchii Addis Abeby. Znajduje się na południowy zachód od Addis Abeby, stolicy Etiopii, obejmuje strefę Gurage (ang. Gurage Zone) w regionie Jedebub Byhierocz, Byhiereseboczynna Hyzbocz i część strefy Zachodniej Szewy (Mirab Shewa, ang. Western Shoa Zone) w regionie Oromia. Całkowita powierzchnia diecezji wynosi 12 000 km² i zamieszkana jest przez ok. 4,2 mln mieszkańców należących do różnych grup etnicznych.

## Biskupi
- Musie Ghebreghiorghis OFMCap (25 listopada 2003 - 23 sierpnia 2024)
- Teshome Fikre Woldetensae (23 sierpnia 2024 - nadal)[3]